# Lista de membros da Royal Society eleitos em 1988
Esta é uma lista de Membros da Royal Society eleitos em 1988.

## Fellows of the Royal Society (FRS)
1. Hans Kuypers[2]
2. Howard Martin Temin[3]
3. Margaret Gowing[4]
4. Keith Cox[5]
5. Ernst Mayr[6]
6. Henry Taube
7. Robert Henry Symons[7]
8. Ashesh Prosad Mitra[8]
9. Philip Saffman[9]
10. John Edwin (Jack) Harris[10]
11. Vladimir Arnold  (d. 2010)
12. Athelstan Beckwith[11]
13. Trevor Evans  (d. 2010)
14. Alan Head[12]
15. Robin Milner[13]
16. Alan Cowey  (1935-2012)
17. Christian de Duve[14]
18. Janis Antonovics
19. Sidney van den Bergh
20. Derek Bradley
21. Nam-Hai Chua
22. Alan Cowley
23. Lionel Crawford
24. David Olaf Edwards
25. Charles Thomas Elliott
26. James T. Fitzsimons
27. Jacques Friedel
28. Sir Brian Hoskins
29. Noel Hush
30. Jacob Israelachvili
31. George Kalmus
32. Tomas Lindahl[15]
33. Alan Lindsay Mackay
34. Salvador Moncada
35. John Gareth Morris
36. Howard Redfern Morris
37. John Graham Nicholls
38. John Joseph Thomas Owen
39. Barbara Pearse
40. Hugh Pelham
41. William Geraint Price
42. Conjeeveram Seshadri
43. Eric Manvers Shooter
44. David Smith
45. Robert Stephen John Sparks
46. John Wickham Steeds
47. Jeffrey Clifton Watkins